# Ludwig von Schwabe
Georg Franz Ludwig Friedrich Schwabe, ab 1880 von Schwabe, (* 24. Juni 1835 in Gießen; † 20. Februar 1908 in Tübingen) war ein deutscher klassischer Philologe und Archäologe.

## Leben

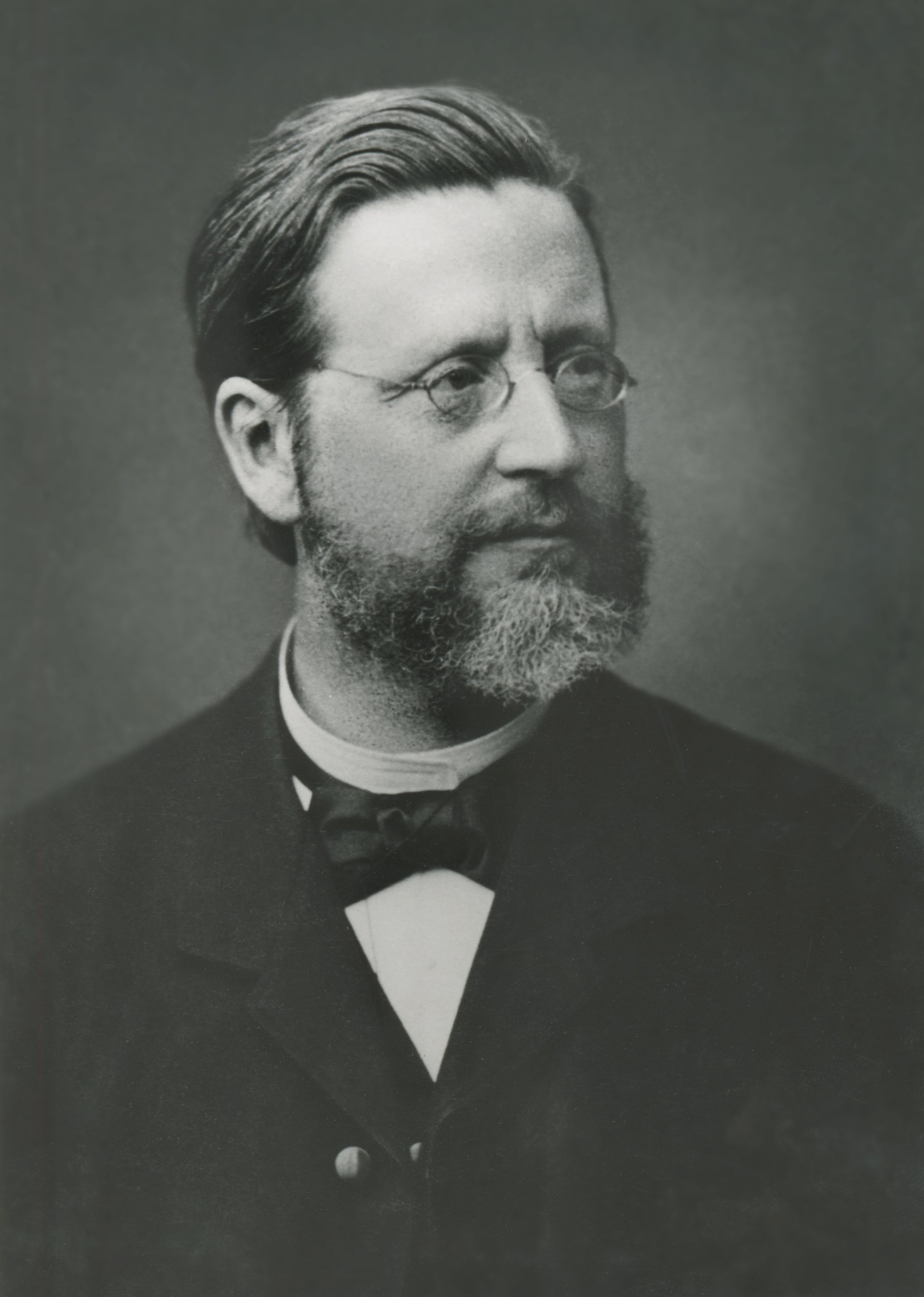
Ludwig Schwabe als Professor in Tübingen

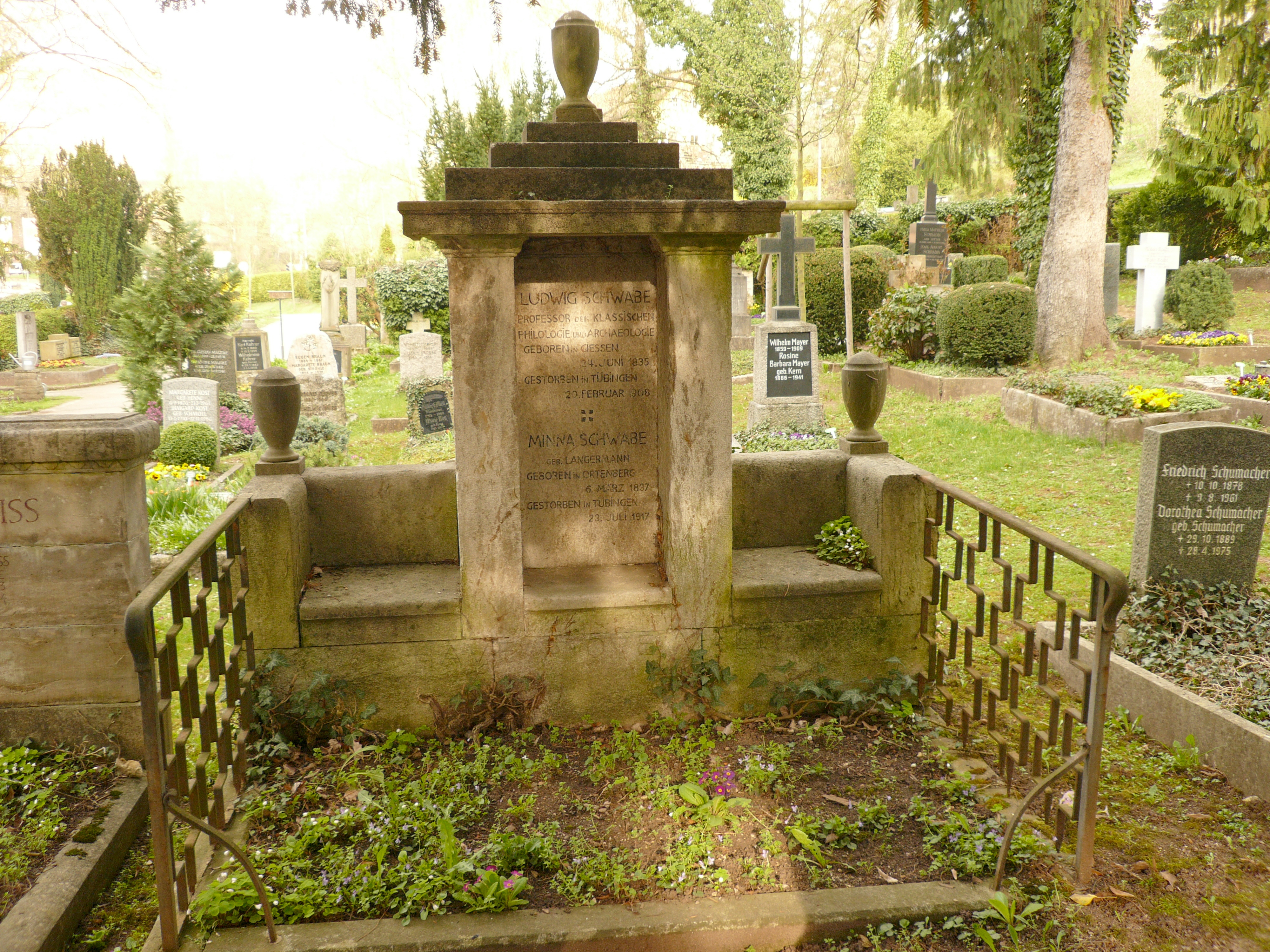
Das Grab Ludwig Schwabes auf dem Tübinger Stadtfriedhof

Er studierte Klassischen Philologie und Archäologie in Gießen und Göttingen, promovierte 1857 in Gießen und habilitierte sich 1859. Danach arbeitete er als Privatdozent und wurde 1863 außerordentlicher Professor in Gießen. Ende 1863 folgte er einem Ruf der Kaiserlichen Universität Dorpat als ordentlicher Professor für Klassische Philologie, wurde 1865 Direktor der Universitätsbibliothek und 1867 Dekan. Schließlich wurde er 1872 ordentlicher Professor für Klassische Philologie und Lehrstuhlinhaber für Klassische Archäologie an der Universität Tübingen, dort war er 1881 bis 1882 Rektor.
Ein besonderes Augenmerk hatte er auf die Münzsammlung im Eichhörnchenschrank des Archäologischen Instituts in Tübingen, die er durch gezielte Neuanschaffungen zu überregionaler Bedeutung führte.
1880 wurde er durch Verleihung des Ehrenritterkreuzes des Ordens der Württembergischen Krone in den persönlichen Adelsstand erhoben. Ab 1894 war er korrespondierendes Mitglied des Deutschen Archäologischen Instituts.

## Schriften (Auswahl)
- Pergamon und seine Kunst: Rede zum Geburtsfest S. M. d. Königs am 6. März 1882 im Namen der Eberhard-Karls-Universität. F. Fues, Tübingen 1882. https://archive.org/details/pergamonundsein00schwgoog/page/n5
- W. S. Teuffels Geschichte der römischen Literatur. 4. Auflage, Verlag Teubner, Leipzig 1882.
- Geschichte der archaeologischen Sammlung der Universität Tübingen. Tübingen 1891.
- Die kaiserlichen Decennalien und die alexandrinischen Münzen. Tübingen 1896.
- Kunst und Geschichte aus antiken Münzen. Tübingen 1905.
- Dorpat vor fünfzig Jahren. Aus den Lebenserinnerungen eines deutschen Professors. Einführung von Wilhelm Stieda. Hirzel, Leipzig 1915. (Digitalisat).